# 拡大再生産
拡大再生産（かくだいさいせいさん、英: extended reproduction）とは、マルクス経済学において、剰余価値の一部、またはそのすべてを資本家の消費に支出することなく、資本に転化して蓄積することによって生産規模を拡張し、再生産を行うこと。対義語は単純再生産。

## 再生産表式に基づく検証
I部門（生産財生産部門）とII部門（消費財生産部門）に分かれた経済モデルを考える。ここで、cを不変資本、vを可変資本、mを剰余価値として、次のような価値をもった生産物を考え、これに再生産表式を適用する（以下の数値例は、水谷謙治『新経済原論』（有斐閣、1994年）73ページ以下による。再生産表式については、当該項目を参照のこと）。
```
I  

  

    

      

        
600

        
=

        
400

        
c

        
+

        
100

        
v

        
+

        
100

        
m

      

    

    
{\displaystyle 600=400c+100v+100m}

  

II 

  

    

      

        
300

        
=

        
150

        
c

        
+

        
75

        
v

        
+

        
75

        
m

      

    

    
{\displaystyle 300=150c+75v+75m}

  

```

ここで蓄積率を50%、剰余価値率を100％とすると、I部門の100mのうち、50mは40c+10vに分けられる。10vは消費財の追加需要をもたらすが、この追加分の生産財はIの剰余価値部分から補填される。II側においても生産財を必要とするが、この追加分もI部門の剰余価値部分から補填される。これらの関係を上式に沿って整理すると、
```
I  

  

    

      

        
600

        
=

        
400

        
c

        
+

        
40

        
c

        
(

        
m

        
)

        
+

        
100

        
v

        
+

        
10

        
v

        
(

        
m

        
)

        
+

        
50

        
m

      

    

    
{\displaystyle 600=400c+40c(m)+100v+10v(m)+50m}

  

II 

  

    

      

        
300

        
=

        
150

        
c

        
+

        
10

        
c

        
(

        
m

        
)

        
+

        
75

        
v

        
+

        
5

        
v

        
(

        
m

        
)

        
+

        
60

        
m

      

    

    
{\displaystyle 300=150c+10c(m)+75v+5v(m)+60m}

  

```

整理して、
```
I  

  

    

      

        
600

        
=

        
440

        
c

        
+

        
110

        
v

        
+

        
(

        
50

        
m

        
)

      

    

    
{\displaystyle 600=440c+110v+(50m)}

  

II 

  

    

      

        
300

        
=

        
160

        
c

        
+

        
80

        
v

        
+

        
(

        
60

        
m

        
)

      

    

    
{\displaystyle 300=160c+80v+(60m)}

  

```

剰余価値率は100%であるから、結果として
```
I  

  

    

      

        
660

        
=

        
440

        
c

        
+

        
110

        
v

        
+

        
110

        
m

      

    

    
{\displaystyle 660=440c+110v+110m}

  

II 

  

    

      

        
320

        
=

        
160

        
c

        
+

        
80

        
v

        
+

        
80

        
m

      

    

    
{\displaystyle 320=160c+80v+80m}

  

```

となる。結果として、
I {\displaystyle (v+m)>}II{\displaystyle c}
が再生産の条件となる。